# Paradactylodon mustersi
Paradactylodon mustersi é uma espécie de anfíbio caudado pertencente à família Hynobiidae. Endêmico do Afeganistão.